# История аланов
Упоминания об аланах появились в трудах античных авторов с середины I века н. э. Появление алан в Восточной Европе — в низовьях Дуная, Северном Причерноморье, Предкавказье — считают следствием их усиления внутри северокаспийского объединения сарматских племён, возглавлявшихся аорсами.
В I—III вв. н. э. аланы занимали главенствующее положение среди сарматов Приазовья и Предкавказья, откуда совершали набеги на Крым, Закавказье, Малую Азию, Мидию.
В 372 г. аланы потерпели поражение от гуннов, после чего часть аланов оказалась вовлечена в Великое переселение народов и через Галлию и Пиренейский полуостров достигла Северной Африки.
Другая часть аланов, вынужденная отойти в предгорья Кавказа, перешла к оседлости и земледельческо-скотоводческому хозяйству. Основной территорией их расселения стал Центральный Кавказ от правых притоков Кубани (Зеленчук, Фарс) на западе до верховьев р. Терека на востоке, от Главного Кавказского хребта на юге до верховий Кумы, течения Малки и правобережья Кембелеевки на севере. Соседями аланского объединения были: в Прикубанье — адыги, в зоне центральнокавказских перевалов — горные грузинские племена, далее к востоку от речки Кембеллевка и к югу от реки Кумы до рек Терек (Ломе-хи) и Волга(Идал), далее к югу по побережью Каспийского моря до реки Сулак — чеченские племена и общества, далее племена горного Дагестана. Считается, что к концу V — началу VI в. здесь сложились две этнокультурные группы: западная — протодигорцы (Асдигор) и восточная — протоиронцы (Ирхан). Первая локализовалась в верховьях Кубани, Пятигорье и современной Балкарии, вторая — на территории современной Северной Осетии.
Племенной союз аланов стал основой объединения аланских и местных кавказских племён, известного под названием Алания (в VIII—IX вв. в составе Хазарского каганата), и образования в этом регионе раннефеодального государства (к. IX—XIII вв.), просуществовавшего до татаро-монгольского нашествия.
Татаро-монголы, разгромившие Аланию и захватившие к концу 1230-х годов плодородные равнинные районы Предкавказья, вынудили уцелевших аланов укрыться в горных ущельях Центрального Кавказа и в Закавказье, где они ассимилировались с местным кавказским населением.

### Аланы в письменных источниках: хронология
107 г. до н. э. — Первое историческое появление роксоланов, между Днепром и Доном; Тасий, предводитель роксоланов, союзник царя крымских скифов Палака против понтийского царя Митридата VI Эвпатора.
64/47 гг. до н. э. — Первое историческое появление аорсов, между Доном и северо-востоком Каспийского моря: Спадин, царь аорсов во время Фарнака, царя Боспора.
22/55 гг. — Алань, новое название государства Яньцай, к северо-западу от Кангюя (Согдиана): возможный след формирования аланского племенного союза, с преобладающим сарматским ядром.
35-36 гг.— Участие аланов в иберо-парфянской войне на стороне Иберии.
49 г. — Евнон, царь аорсов, союзник римлян и Котиса I, царя Боспора, против Митридата, брата последнего.
60/67 г. — Посольство к «Великим царям Аорсии», вероятно, из Ольвии.
67. г. — подготовка римским императором Нероном похода против аланов.
69 г. — Набег роксоланов на Мезию, отраженный III легионом.
72 г. — вторжение аланов в Закавказье. Аланская царевна Сатиник.
93/123 гг. — Возможный союз между местными варварскими вождями и аланами во время Савромата I, царя Боспора.
117/38 гг. — Набеги сарматов и роксоланов на Мезию при Адриане. Мир с царем роксоланов, вероятно, П. Элием Распараганом.
135 г. — вторжение аланов в Закавказье, Мидию и Каппадокию.
138/61 гг. — Аланские набеги при Антонине Пие.
40 — 50 гг. II в.— римские войска разбивают аланов близ Ольвии.
167/80 гг. — Аланы в германских войнах Марка Аврелия.
185/89 гг. — Аланский набег на Мцхета, столицу Иберии, отраженный грузинским царем Амзаспом II.
208 г.— Ирак, «главный аланский переводчик» на Азиатском Боспоре.
225 г. — Аланы в союзе с армянским царем Хосровом I против персов.
235/38 гг. — Правление римского императора Максимина, предположительно аланского происхождения.
238/44гг. — Поражение римского императора Гордиана III от аланов при Филиппах.
243/73 гг. — Расширение зоны влияния Сасанидского Ирана до «Аланских Ворот» (Дарьял) при Шапуре I.
260 г. — Убийство узурпатора Регалиана в Мезии по требованию роксоланов.
274 г. — Аланы в триумфе римского императора Аврелиана над Пальмирским царством и галльским узурпатором Есувием Тетриком.
276/82 гг. — Столкновения между Римом и аланами при Пробе.
III—IV вв.— готы в Северном Причерноморье, их контакты с аланами.
330/38 гг. — Аланы в союзе с Санесаном, царем массагетов, против армянского царя Хосрова II Котака.
351/67 гг. — Аланы в союзе с армянским царем Аршаком II против персов.
375 г. — Подчинение аланов гуннами. Уничтожение остроготского царства Эрманариха гуннами и аланами, подчинение готов.
377/8 гг. — Альянс гуннов и аланов с другими варварами в Мезии.
9 августа 378 г.— сражение, под Андрианополем и разгром римской армии гуннами и аланами.
Аланы в войске царя визиготов Фритигерна в сражении при Адрианополе (9 августа). Полный разгром римского войска и гибель императора Валента. Рейды готов, гуннов и аланов до Константинополя.
378 г. — Нападение аланов на римского императора Грациана в Паннонии.
379 г. — Победы римского императора Феодосия над аланами, гуннами и готами.
380 г. — Набор аланов в римскую армию Грацианом. Поселение аланских, гуннских и готских вспомогательных войск в Паннонии Феодосием.
383/4 гг. — Аланские и гуннские вспомогательные войска призваны франкским magister militum Бавтоном против ютунгов в Реции.
390 г. — Этнографический экскурс историка Аммиана Марцеллина об аланах.
6 сентября 394 г. — Саул, предводитель аланских вспомогательных войск императора Восточной Римской империи Феодосия I Великого в сражении у реки Фригид против Арбогаста и узурпатора Евгения императора Западной Римской империи. Казнь Евгения, Феодосий единый правитель Римской империи.
398 г. — Аланские вспомогательные войска в Северной Италии.
401/10 гг. — Аланы в войске визиготского царя Алариха в Северной Италии.
402 г. — Аланские вспомогательные войска в армии римского полководца Стилихона в сражении против Алариха короля вестготов у Полленции. Столкновения аланов с гуннами (место не известно).
405 г. — Аланские и гуннские вспомогательные войска в армии Стилихона против остроготского царя Радагайса.
406 г. — Аланский король Респендиал приходит на помощь погибающему войску вандалов в сражении с франкскими федератами на римской службе (31 декабря). Гибель вандальского короля Годагисла. Предшествующее этим событиям отделение алан Гоара.
407…гг. — Вторжение в Галлию (нынешняя Франция) аланов, свевов и вандалов.
409…гг. — Вторжение в Испанию аланов, свевов и вандалов.
411 г. — аланский вождь Гоар в городе Тур. Провозглашение Гоаром и бургундским вождем Гунтиарием нового римского императора Иовина. Раздел Испании между вандалами и аланами.
а) Раздел Испании захватчиками: аланы, владетели Лузитании и Карфагенской провинции (территория нын. Испании). Неудачная попытка заключить соглашение с императором Гонорием.
б) Аланы на службе Геронтия, magester militum узурпатора Максима в Таррагоне.
в) провозглашение императором узурпатора Иовина в Мундиаке (Германия Вторая) аланом Гоаром и бургундом Гунтиарием.
414 г. — уход союзных визиготам аланов во время осады Васат (Аквитания).
416/7 гг. — Кампании Валлии, варя визиготов, против аланов и вандалов в Испании.
418 г. — Аддак, царь аланов в Испании, побежден и убит Валлией, вероятно, у Гибралтара («в тартесских землях»). Подчинение оставшихся аланов Гундериху, царю вандалов-асдингов в Галлеции.
424/71 гг. — Активность и возвышение семьи алана Флавия Ардавура Аспара в Византии. Получил звание главнокомандующего войсками (magister militum).
428/77 гг. — Гейзерих, царь вандалов и аланов. Организация алано-вандальской армии по хилиархиям.
429 г. — Переход вандалов и аланов из Испании в Северную Африку. Четырнадцатимесячная осада Бонифация в Гиппон-Регии.
431 г. — Флавий Аспар, римский полководец аланского происхождения послан на помощь Бонифацию, сокрушительное поражение объединенного войска Аспара и Бонифация от аланов и вандалов.
439 г. — Захват Карфагена. Рождение королевства вандалов и аланов.
440 г. — Поселение в Валансе (нын. Франция) аланов под предводительством Самбиды.
442 г. — Поселение аланов в Трансальпийской Галлии (нын. Франция) Аэцием.
442 г. — Признание королевства вандалов и аланов римским императором Валентинианом III в результате мирного договора.
447/8гг. — Эохар, царь аланов, посланный Аэцием против багаудов в Арморике в наказание за их восстание, и остановленный св. Германом.
450/60 гг. — Экспедиция грузинского царя Вахтанга Горгасали против аланов.
451 г. — Сангибан, царь аланов в Орлеане, союзник Аэция и визиготского царя Теодориха в битве на Каталаунских полях против гуннского царя Аттилы.
453 г. — Подчинение (части) аланов в (Трансальпийской) Галлии визиготским царем Торисмудом.
455 г. — Аланы в битве у реки Недао (Паннония) между Ардариком, царем гепидов, и сыновьями Аттилы. Разгром армии гуннов. Позднее — поселение в Малой Скифии и Нижней Мезии аланского вождя Кандака.
2 по 16 июня 455 г. — Захват и разграбление Рима Гейзерихом царем вандалов и аланов.
458 г. — Аланские вспомогательные войска в армии в Майориана.
464 г. — Беоргор, царь аланов, побежден и убит при Бергамо правителем Римской империи Рицимером (6 февраля)
477/84 гг. — Гунерих, царь вандалов и аланов.
478 г. — Покушение некоего алана на консула Илла, советника императора Зенона.
487/8 г. — Экспедиция из Равенны против ругов, возглавляемая царем скиров Одоакром с аланским войском.
530/33 гг. — Гелимер, царь вандалов и аланов.
531/78 гг. — Основание Дербента и проведение фортификационных работ на Восточном и Центральном Кавказе Сасанидским царем Хосровом Ануширваном против вторжения северных кочевников.
Создание «аланского» пограничного округа.
534 г. — Уничтожение Велизарием Алано-вандальского королевства в Африке.
548 г. — Заключение царем Лазики Губазом союза с аланами и сабирами против Иверии, подвластной в то время Сасанидскому Ирану.
549 г. — Аланы в экспедиции Сасанидского полководца Хориана (Фаррохана) против Лазики.
550 г. — Географическое описание Кавказа Прокопием Кесарийским.
555 г. — Описание Кавказа Псевдо-Захарием Ритором.
556 г. — Возможный территориальный конфликт между аланами и мисимианами, подданными царя Лазики.
557 г. — Приход аваров в земли царя аланов Сародия (Сарозий, Сарой)
561 г. — Пятьдесят лет мира между Юстинианом и Хосровом Ануширваном. Запрет аланам и гуннам переходить Дарьял и Дербенд для нападений на византийские территории.
569—571/2 гг. — Посольство Зимарха в Западнотюркский каганат. Попытка персов подкупить аланов, чтобы с их помощью перехватить Зимарха. Напряженные отношения между царем аланов Сародием и тюркскими послами при возвращении миссии Зимарха через аланские земли.
572 г. — Царь аланов Сародий, союзник стратига Армении Ионна против Персии.
574/78 гг. — В правление Тиберия взяты в плен и доставлены в Византию в качестве заложников аланы (союзники персов).
576 г. — Предполагаемое подчинение (части) аланов западными тюрками.
580 г. — Вторжение в персидский Азербайджан аланов, нанятых византийцами.
Конец V в.— столкновение грузинского царя Вахтанга Горгасала с аланами и их поражение на р. Терек. Первый Овс-Багатар.
642 г. — Кампания Худайфы Бен Асида (Асада), полководца халифа Омара I, в аланских горах. Строительство арабами укреплений в горных проходах Центрального Кавказа.
662/3 гг. — Мусульманская экспедиция против аланов.
705/15 гг. — Спафарий Лев Исавр (будущий император Лев III) на Кавказе. Поход аланов против Авасгии.(находившейся под властью арабов), инспирированный Юстинианом II.
715/20 гг. — Арабская экспедиция против аланов при халифе Омаре II.
721/2 гг. — Вторжение хазар в страну аланов.
722/3 гг. — Разгром арабского полководца Табита ал-Нахрани аланами и хазарами.
723/4 гг. — Экспедиция против аланов и хазар под предводительством ал-Джарраха бенг Абдаллах ал-Хаками.
724/5 гг. — Аланы — данники халифата Омейядов в результате экспедиции против них под командованием ал-Хаджджадж бен Абд ал-Малика.
728/9 гг. — Экспедиция против хазар под предводительством Масламаха бен Абд ал-Малика через Аланские Ворота (Дарьял).
730/1 гг.- Поражение и гибель ал-Джарраха Бен Абдаллаха ал-Хаками от рук тюрков хазар, вторгшихся через страну аланов.
735/6 гг. — Взятие трёх крепостей в стране аланов Мерваном бен Мухаммадом.
737/8 гг. — Экспедиция против страны хазар под предводительством Мервана бен Мухаммада через Аланские Ворота.
751 г. — Аланские вспомогательные войска в Армении на службе в войске Константина V.
758 г. Захват Аланских Ворот Йазидом б. Усайдом б. Суллами.
820/23 гг. — Аланы в войске Фомы Славянина, предводителя восстания против византийского императора Михаила II.
842/47 гг. Путешествие переводчика Саллама ко двору хазарского царя через страну аланов.
851/2 гг. — Экспедиция Абу Муссы Буги Старшего против грузин, абхазов, аланов и хазар. Сто аланских семей выселены в Дманиси (Ташири).
888/923 гг. — Алан Бакатар, союзник царя Абхазии Баграта I против грузинского царя Адарнасе IV.
900 г. — Алано-хазарская война в правление Аарона, царя Хазарии.
903/13 гг. — Географическое описание Аланского царства Ибн Руста.
905/15 гг. — Обращение аланского царя в христианство при посредничестве эксусиаста Авасгии. Начало миссии Петра, архиепископа Алании.
924 г. — Попытка императора Романа I Лекапина создать антиболгарский альянс с русскими, печенегами, аланами и мадьярами.
931 г. — Отступничество аланов от христианства. Изгнание епископов и священников, присланных византийским императором.
943/56 гг. — Географическое описание аланского царства ал-Масуди. Первое упоминание его столицы, Магаса. Альянс между царем аланов и царем дагестанских аварцев.
944/5 гг. — Поход аланов, руссов и лесгов против Аррана.
945/59 гг. — Первое письменное упоминание эксусиократора Алании (датировано правлением и литературной деятельностью Константина Багрянородного).
965 г. — Разгром хазарской империи и поражение алан и черкесов от русского князя Святоcлава Киевского.
1014/27 гг. — Аланская царевна Альда,жена грузинского царя Георгия I.
1029 г. а) Смерть аланского царя Урдура, убитого в сражении царем Кахетии Квирике III.
б) Экспедиция Ярослава Мудрого против аланов.
1032/33гг. Неудачные набеги аланов, аварцев и русских на мусульманские города-государства Ширван и Дербент в Восточном Закавказье.
1050/55гг. — Роман императора Константина IX Мономаха с дочерью царя Алании.
1062/65 гг. — Аланские походы через Дарьял против шахдадидского эмирата Аррана (Восточное Закавказье). Дорголель, царь аланов. Брак грузинского царя Баграта IV с аланской принцессой Бореной.
1071г. — участие алан в битве при Манцикерте на стороне Византии.
1072/75 гг. — Набор наемных войск в Алании Михаилом VII Дукой для подавления мятеж норманна Русселя. Аланские наемники на службе у братьев Комнинов в Анатолии.
1075/95 гг. — Интриги Марии Аланской, жены Михаила VII Дуки и Никифора III Вотаниата, в Византии.
Ирина Аланская, жена севастократора Исаака Комнина.
1107/8 гг. — Росмик, эксусиократор Алании, на службе у Византии во время вторжения в Эпир норманнского князя Боэмунда Антиохийского.
1116 г. а) Экспедиция русских против половцев. Брак Ярополка, сына Владимира Мономаха с аланской княжной Еленой.
б) Аланские наемники в войске, набранном Алексеем I Комнином для отражения турок-сельджуков Султана Мелие-Шаха.
1130 г. — Пребывание Абу Хамида ал-Гарнати в Дербенде.
1150 г. — Худдан, царь аланов. Брак грузинского царевича Георгия с аланской царевной Бурдухан.
1153 г. — Путешествие Ибн ал-Азрака в Аланию с грузинским царем Деметре I.
1155/6 гг. — Аланские наемники в экспедиции, посланной императором Мануилом I Комнином для отвоевания Италии.
1160/73 гг. — Путешествия Вениамина Тудельского. Свидетельство об иудейских общинах в Алании.
1173/4 гг. — Поход аланов, русских, куманов и аваров на службе Бек-Барса против ширваншаха Ахсатана б. Манучихра.
1175 г. — Убийство Андрея Боголюбского, князя Владимирского, ключником Анбалом, аланом.
1184/1212 гг. — Брак грузинской царицы Тамары с аланским царем Давидом Сосланом.
1185 г. — Аланские наемники в обороне и при взятии Фессалоники против сицилийских норманнов.
1189 г. — Уничтожение корпуса аланских наемников близ Филиппополя (Пловдив) крестоносцами германского императора Фридриха I Барбароссы.
1222 г. — Первая монгольская экспедиция против Кавказа: поражение аланов и кипчаков.
1225/30 гг. — Аланы на службе у грузинской царицы Русудан против вторжения Хорезмшаха Джалал ал-Дина.
1226/40 гг. — Пастырская поездка епископа Федора в Аланскую метрополию.
1229/59 гг. — Покорение аланов и переселение в Китай аланских семей монголами в правление Угэдэя и Мункэ.
1236/7 гг. — Качир-Укуле, эмир асов, схваченный и казненный Мункэ на берегах Волги.
1238 г. — Трёхмесячная осада Магаса.
1239/40 гг. — Аланы и их столица Магас завоеваны монголами.
1243/69 гг. — Брак грузинского царя Давида VII Улу с аланской (царевной?) Алтун.
1245/55гг. — Сообщение о сопротивлении части аланов монголами на Кавказе.
1253/55гг. — Путешествие Вильгельма де Рубрука в Монгольскую империю. Аланы в Каракоруме.
1258/1368 гг. — Военные действия аланских наемников на службе у монгольской династии Юань в Китае.
1261 г. — Дипломатические отношения между мамлюкским султаном ал-Маликом ал-Захиром и Беркэ, ханом Золотой орды, через аланских купцов.
1263/64 гг. — Сообщение об аланских поселениях в Крыму.
1275 г. — Истребление аланского гарнизона из войск монгольского полководца Баяна в китайском городе Чжэньчао.
1277/78 гг. — Экспедиция русских князей против алан, посланная ханом Золотой Орды Менкэ Тимуром.
1278 г. — Восстание аланов в городе Дедякове (Тетяков).
1280/1300 гг. — Аланы на службе у монгольского вождя Ногая в Золотой Орде.
1290/1300 гг. — Походы в Грузию под предводительством аланского царевича Параджана.
1298/99 гг. — Аланские купцы в Каффе во время разграбления города монгольским вождем Ногаем.
1300/1 гг. — Междоусобная война в Золотой Орде. Набор войска сыном Ногая Джуге в «стране аланов», вероятно, в Молдавии.
1300/10 гг. — Походы под предводительством алана Ос-Багатара II в Грузию.
1301/65 гг. — Торговля аланскими невольниками из итальянских колоний в Северном Причерноморье.
1302/4 гг. — Прибытие контингента аланских наемников в Византию. Военные действия против турок.
1304/6 гг. Столкновения между аланами и Каталонской Великой компанией на территории Византийской империи.
1310/23 гг. — Тридцать тысяч аланов на службе монгольской империи Юань в Китае.
1313 г.— Ясы участвуют в войске сербского царя Милутина.
1323/1326. — После 3-х летней осады Гори Георгием V Блистательным, грузинам удалось одолеть алан и изгнать их.
1318 г. — Первое письменное свидетельство о присутствии аланов (ясов) в Венгрии.
1322 г. — Итиль и Темер, аланы на службе болгарского царя Георгия Второго Тертера при обороне Филиппополя против византийцев.
1329 г. — Смерть Сайф ал-Дин Багадур Аса, прославленного аланского мамлюка в Египте.
1333 г. — Пребывание Ибн Батуты в Золотой Орде. Аланы-мусульмане в Новом Сарае, столице хана Узбека.
1336-53 гг. — Посольство, направленное к папе Бенедикту XII монгольским императором Тогон Тэмуром и пятью аланскими князьями в Китае. Миссия монаха Иоанна Мариньоли в Ханбалык.
1349 г. — Иоанн Кантакузен, «император аланов».
15 апреля 1395 года — Сражение на р. Терек между Тимуром (Тамерлан) и Тохтамышем, участие аланов на стороне Тохтамыша. Поражение Золотой Орды.
Конец XIV в. — Уничтожение Аланского государства Тамерланом, истребление аланского населения.
1400/34 гг. — Деятельность (аланского?) вождя Аругтая в Монголии.

## Великое переселение народов

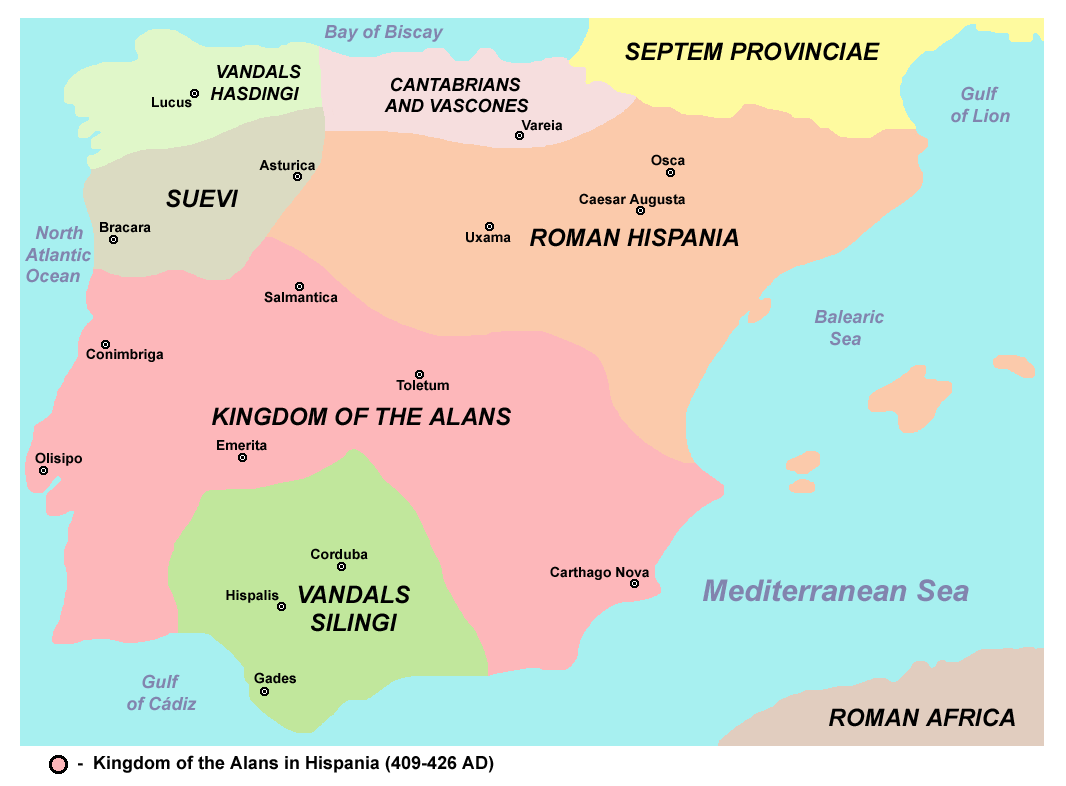

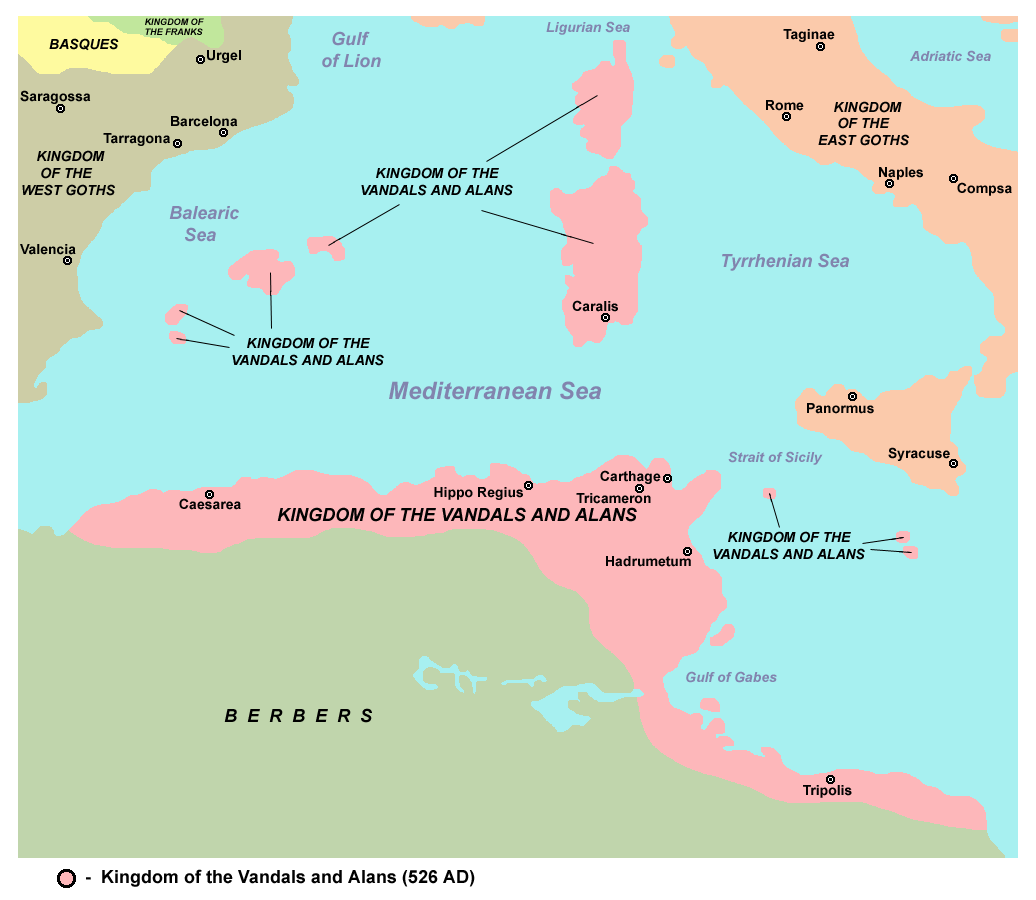

Почти 100 лет спустя, около 375 г., они в союзе с гуннами разгромили царство остготского короля Германариха, вытеснили остготов из местностей между Доном и Дунаем, присоединились к великому движению народов на Запад и затем в 406 г. в союзе с свевами и вандалами вторглись в Галлию. Часть их, поселившаяся в местностях южнее Луары, в 451 г. появляется в числе союзников Аэция в его борьбе с Аттилой и была позже мало-помалу уничтожена. Другая часть в 409 г. перешла в Испанию, была там разбита соединившимся с римлянами вестготским королём Валией (418) и оттеснена в Лузитанию, где упоминания о них с течением времени исчезают. В Верхнюю Италию толпы аланов вторглись ещё в 464 г., но были разбиты Рицимером.

### Королевство вандалов и аланов
В конце IV века германское племя вандалов под давлением готов и гуннов двинулось из мест своего обитания в Паннонии (придунайская провинция) на запад. В 406 году вандалы в союзе с племенами аланов и свевов ворвались в римскую провинцию Галлия, разорили её и в 409 году захватили Испанию.
Под давлением везеготов в 429 году вандалы с аланами под началом короля Гейзериха переправились через Гибралтар в северную Африку, где начали успешные войны с римским наместником и войсками Византии, посланными ему на помощь. В 439 году вандалы, нарушив мирный договор, захватили у римлян Карфаген, ставший их столицей. С этого года отсчитывается рождение королевства вандалов и аланов, признанное в 442 году императором Валентинианом III по новому мирному договору. Договор соблюдался Гейзерихом вплоть до убийства Валентиниана.

### Культурное и этнографическое влияние алан на Западе
В эпоху Великого переселения ираноязычные аланы были единственным негерманским народом, создавшим в Западной Европе большое число поселений и несколько государственных образований. Только во Франции и Северной Италии сегодня известно около 300 городов и селений с аланскими названиями. Аланы жили также на территории нынешних Испании, Португалии, Швейцарии, Венгрии, Румынии и других стран.
Через сармато-аланское влияние в культуру многих народов вошло наследие скифской цивилизации.
Аланы оказали значительное влияние на развитие военного дела в Европе. Готы и другие германские племена освоили приемы конного боя благодаря контактам со скифским миром. К сармато-аланской военной культуре восходят традиции средневекового европейского рыцарства, в том числе облачение и вооружение, боевая техника, нравственный кодекс и идеология военной элиты. Аланская основа обнаружена в легендах о короле Артуре и рыцарях Круглого стола, которые послужили воплощением рыцарского идеала для средневековой литературы.
Ни большое культурное и политическое влияние, ни участие в важнейших событиях Великого переселения народов не спасли западноевропейских алан от быстрого исчезновения. Их незаурядные военные достижения были поставлены на службу чужим императорам и королям. Раздробив свои силы и не сумев построить долговечного государства, большая часть алан на Западе потеряла родной язык и вошла в состав других народов.
Аланское происхождение имеют некоторые географические названия в Швейцарии, Испании, северной Италии.
В Венгрии существует народ ясы, имеющий аланское происхождение.

## Кавказская Алания

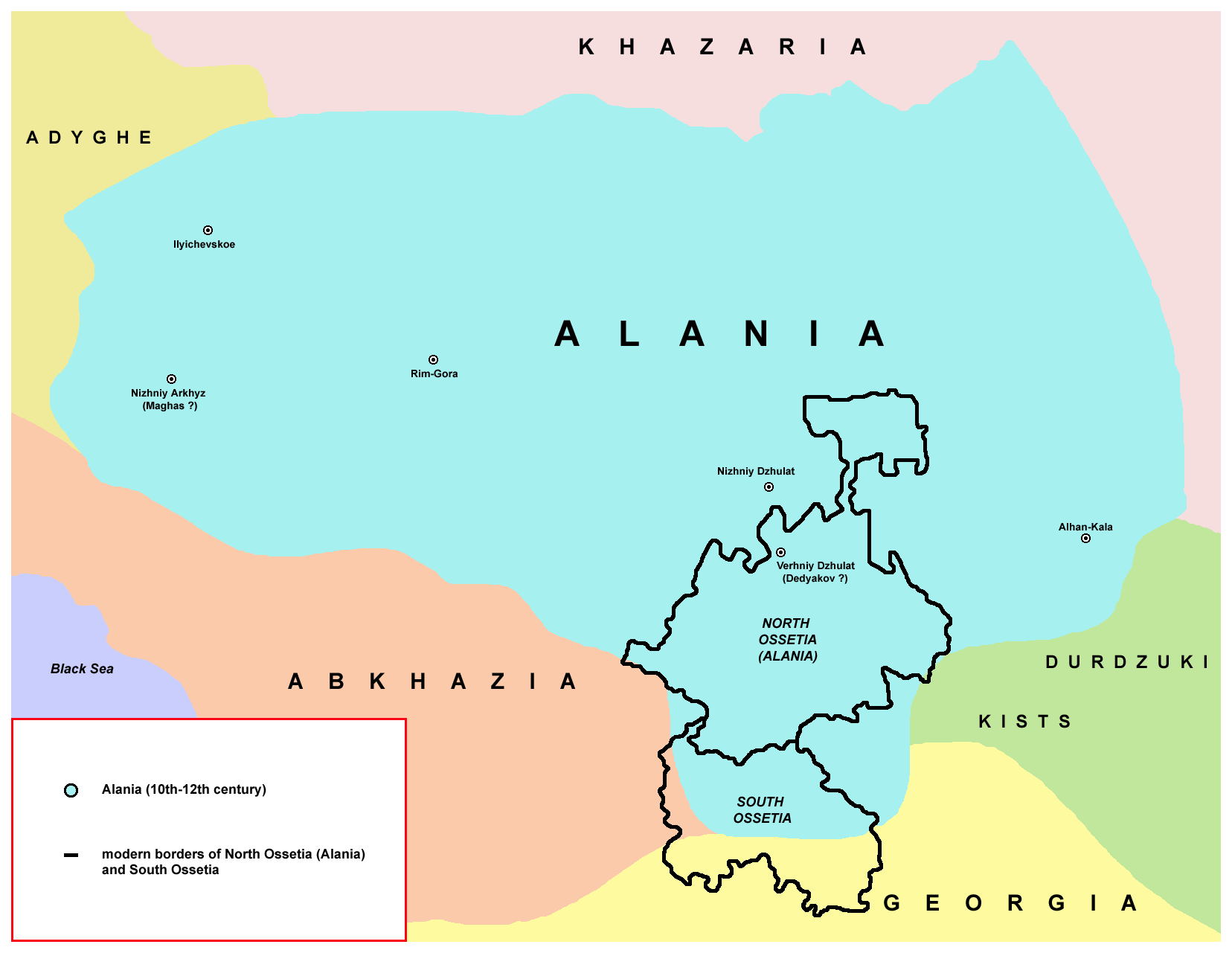
Средневековая Алания согласно осетинскому историку Р. С. Бзаров.

Оставшиеся на Кавказе аланы поддерживали тесные связи с Византией, в Алании распространилось христианство. В селении Верхний Чегем на территории проживания балкарцев находилась Кавказская Митрополия, куда митрополит назначался непосредственно из Константинополя. Алания оказалась союзным Византии христианским государством между иудеями-хазарами и вторгшимися в Закавказье в VIII в. арабами.
Аланы являлись серьёзной военной и политической угрозой для Хазарского каганата. Византия неоднократно разыгрывала «аланскую карту» в своих постоянных имперских амбициях по отношению к Хазарии. Используя единоверцев-алан, Византия пыталась навязывать хазарам свои политические планы.
Позднее, в 965—969 гг., хазары были разгромлены древнерусским князем Святославом и позже в средине XI века окончательно разбиты половцами. К началу XIII в. аланы находились с половцами в союзе. В 1222 г. на Северный Кавказ вторглись монголы. Аланы в союзе с половцами сразились с монголами, но ни одна сторона не одержала верха над другою. Тогда монголы аргументами о родстве монголов и половцев, а также обещаниями поделится добычей, уговорили половцев предать алан. Впоследствии разбив алан, монголы прошли в Крым, там перезимовали, и 31 мая 1223 г. в битве на реке Калке нанесли поражение объединенному русско-половецкому войску.

## Монголо-татарское нашествие
На курултае 1235 г. в столице Монгольской империи Каракоруме было принято решение о новом, грандиозном походе на Русь и Кавказ. «Мнение утвердилось на том, чтобы обратить победоносный меч на голову вождей русских и асских за то, что они поставили ногу состязания на черту сопротивления», — сообщает об этом решении Абдаллах ибн Фаз-лаллах.
Во главе этого вторжения на запад был поставлен Бату (Батый, в некоторых источниках Саин-хан) — сын Джучи и внук умершего Чингисхана. Знаменитый путешественник XIII в. Марко Поло следующим образом характеризует Бату и его завоевания: «Первым царем западных татар был Саин; был он сильный и могущественный царь. Этот царь Саин покорил Россию, Команию, Аланию, Лак, Менгиар, Зич (то есть зихов — адыгов), Гучию и Хазарию».
Осенью 1238 г. началось татаро-монгольское завоевание Алании. Судьба её фактически была предрешена: страну раздирали внутренние противоречия и феодальные усобицы, о которых так ярко рассказывает доминиканец Юлиан; поэтому Алания, переживавшая период политической децентрализации и раздробленности, не могла объединить все свои силы перед лицом надвигающейся опасности и оказать организованное сопротивление. Тем самым внутреннее состояние Алании накануне монгольского нашествия близко напоминает аналогичное состояние Кипчакии и Руси, также не сумевших сплотиться.
В 1238/39 г., после первого похода на Русь, татаро-монголы обрушились на Северный Кавказ. «Качир-укулэ, [одного] из эмиров асов, также убили…Менгу-каан и Кадан пошли походом на черкесов и зимою убили государя тамошнего по имени Тукара»,— сообщает об этом Рашид ад-дин. Как считает Л. И. Лавров, этот поход не был заурядным набегом: судя по гибели черкесского государя, адыги потерпели поражение.
Произошедшее в январе 1240 г. падение Магаса — наиболее значительного и укрепленного города Алании для алан было тяжелым ударом, окончательно решившим исход борьбы в пользу завоевателей.
В результате кампании 1238—1239 гг. значительная часть равнинной Алании оказалась захваченной татаро-монголами, сама Алания как политическое образование перестала существовать. Это была крупнейшая для средневекового Северного Кавказа катастрофа, резко изменившая соотношение политических сил в регионе, перекроившая всю его жизнь и положившая начало новой исторической эпохе позднего средневековья.
В 1253 г. Гильом де Рубрук засвидетельствовал, что «аланы или асы» исповедуют христианство и «все ещё борются против татар». 15 декабря 1254 г. на обратном пути из Монголии в Европу Рубрук добрался до аланских гор. «Аланы на этих горах все ещё не покорены, так что из каждого десятка людей Сартаха двоим надлежало караулить горные ущелья, чтобы эти аланы не выходили, из гор для похищения их стад на равнине…»
В 1277 году Менгу-Тимур совершил экспедицию для окончательного покорения алан в город Дедяков.

## Тамерлан
В 1346—1350 гг. на территории Золотой Орды (и на Северном Кавказе) разразилась эпидемия чумы, унёсшая тысячи человеческих жизней и вряд ли миновавшая аланское общество как на равнине, так и в горных ущельях, а с 1356 г. в. Орде начались феодальные смуты и междоусобицы, положившие начало её упадку. Это предрешило судьбу золотоордынского государства перед лицом новой грозной опасности, выросшей на востоке в лице среднеазиатского эмира Тамерлана.
Тамерлан завоевал Золотую Орду, затем устремился на север и разграбил Волжскую Булгарию, Южную Русь, Крым, а затем обрушился на Северный Кавказ.
Выступив из Азака (Азова) осенью 1395 г., Тамерлан сначала напал на черкесов в низовьях Кубани, а затем двинулся вверх по этой реке во владения Буриберди и Буракана, которые были правителями асов. Э. В. Ртвеладзе: «Тимур пришел сюда с целью джихада („священной“ войны мусульман против „неверных“ христиан.— В. К.), что вполне объяснимо, так как именно здесь находились основные христианские центры алан».
Затем, Тимур вторгся в ущелья Это вторжение зафиксировано в осетинском фольклоре, в первую очередь, в дигорской исторической песне «Задалесская нана» (мать): «Кровавый дождь, кровавый дождь над Тапан-Дигорией, над Тапан-Дигорией. От волков Ахсак-Тимура с железными пастями почернели их зеленые поля»,— говорится в этой песне. В представлении дигорцев Тамерлан трансформировался в существо со сверхъестественными чертами, поднявшееся на небо и ставшее Полярной звездой. По другим преданиям, Тимур связывается с концом света.
Около середины XV в. венецианец Иосафат Барбаро, ряд лет проживший в Тане — Танаисе, отметил, что аланы «христиане и были изгнаны и разорены татаро-монголами».